# Immortal (worstelteam)
Immortal was een heel professioneel worstelstable dat actief was in de Total Nonstop Action Wrestling (TNA).

## In het worstelen
- Angle's finishers
  - Angle Slam / Olympic Slam
  - Ankle lock
- Bully Ray's finishers
  - Bully Bomb
- Flairs finishers
  - Figure four leglock
- Gunners finishers
  - Fireman's carry facebuster
- Steiners finishers
  - Steiner Recliner
- Entree Thema's
  - "Immortal Theme" van Dale Oliver

## Prestaties
- Asistencia Asesoría y Administración
  - AAA World Heavyweight Championship (1 keer, huidig) – Jeff Jarrett
- Total Nonstop Action Wrestling
  - TNA World Heavyweight Championship (4 keer) – Jeff Hardy (2x), Mr. Anderson (1x) en Kurt Angle (1x)
  - TNA Television Championship (2 keer) - Abyss (1x) en Gunner (1x)
  - TNA X Division Championship (1 keer) – Abyss